# Liste des monuments aux morts du 9e arrondissement de Paris

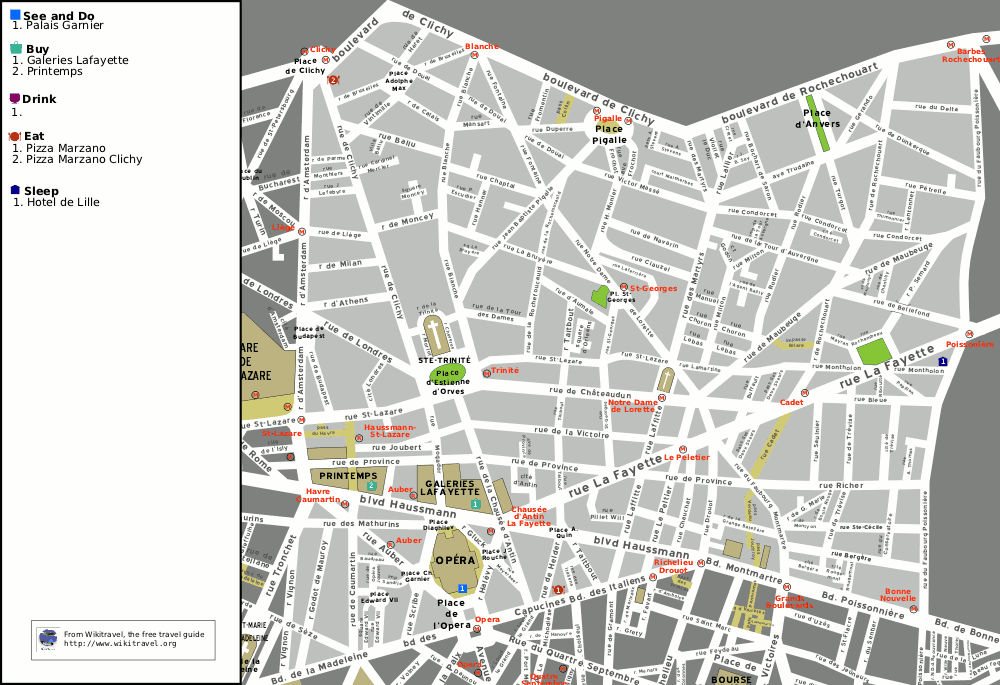
Plan du 9e arrondissement de Paris.

Cet article recense les monuments aux morts du 9e arrondissement de Paris, en France.

## Liste
- Monument aux agents du chemin de fer métropolitain de Paris morts pour la France, Carlo Sarrabezolles (1931, station Richelieu-Drouot)
- Monument aux cadres, employés et ouvriers du Printemps morts pour la France, 64 boulevard Haussmann.